# Tjärnen på skogen
Tjärnen på skogen är en sjö i Vansbro kommun i Dalarna och ingår i Dalälvens huvudavrinningsområde.